# OKO
OKO(러시아어: объединённые кристаллом основания)는 러시아 모스크바 모스크바 국제 비즈니스 센터 플룻 16에 있는 복합 고층 빌딩 단지이다. 16a와 16b의 두 개 구역으로 나뉘어 있다. "OKO"는 러시아어로 '눈'을 뜻하며, "크리스탈 토대로 뭉쳐 있다" ("объединённые кристаллом основания")의 축약어이기도 하다. OKO의 남쪽 타워는 유럽에서 두번째로 큰 빌딩이기도 하다.

## 같이 보기
- 러시아의 마천루 목록
- 페더레이션 타워 (현재 모스크바 최고층 건물)
- 모스크바 국제 비즈니스 센터